# 한강 (1938년 영화)
"한강"은 한국에서 제작된 방한준 감독의 1938년 영화이다. 현순미 등이 주연으로 출연하였고 이구영 등이 제작에 참여하였다.

## 출연

### 주연
- 현순미
- 이금룡
- 윤봉춘
- 최운봉

## 기타
- 조명: 최진